# Beach volley ai XV Giochi dei piccoli stati d'Europa
Il torneo di beach volley ai XV Giochi dei piccoli stati d'Europa si svolge dal 28 maggio al 1º giugno 2013.

## Medagliere
| #      | Nazione       | Oro | Argento | Bronzo | Totale |
| ------ | ------------- | --- | ------- | ------ | ------ |
| 1      | Cipro         | 1   | 1       | 0      | 2      |
| 2      | Liechtenstein | 1   | 0       | 1      | 2      |
| 3      | Lussemburgo   | 0   | 1       | 0      | 1      |
| 4      | Andorra       | 0   | 0       | 1      | 1      |
| Totale | Totale        | 2   | 2       | 2      | 6      |

## Podi
| Evento           | Oro                                                | Argento                                   | Bronzo                                            |
| Torneo maschile  | Liechtenstein Manuel Gahr Maximilian von Deichmann | Cipro Dimitris Apostolou Vladimir Knezevi | Andorra Xavier Folguera Estruga Genildo da Silva  |
| Torneo femminile | Cipro Mariola Angelopoulou Manolina Konstantinou   | Lussemburgo Anne Grethen Norma Zambon     | Liechtenstein Petra Walser-Schifferle Lena Vogrin |

## Torneo femminile

### Fase a eliminazione diretta
|  | Semifinali    | Semifinali    | Semifinali  |             |       | Finale          | Finale          | Finale          |  |
|  |               |               |             |             |       |                 |                 |                 |  |
|  | Cipro         | Cipro         | 2           |             |       |                 |                 |                 |  |
|  | Cipro         | Cipro         | 2           |             |       |                 |                 |                 |  |
|  | Liechtenstein | Liechtenstein | 0           |             |       |                 |                 |                 |  |
|  | Liechtenstein | Liechtenstein | 0           |             | Cipro | Cipro           | 2               |                 |  |
|  |               |               |             |             | Cipro | Cipro           | 2               |                 |  |
|  |               |               | Lussemburgo | Lussemburgo | 0     |                 |                 |                 |  |
|  | Malta         | Malta         | Lussemburgo | Lussemburgo | 0     | 1               |                 |                 |  |
|  | Malta         | Malta         |             |             |       | 1               |                 |                 |  |
|  | Lussemburgo   | Lussemburgo   | 2           |             |       | Finale 3º posto | Finale 3º posto | Finale 3º posto |  |
|  | Lussemburgo   | Lussemburgo   | 2           |             |       |                 |                 |                 |  |
|  |               |               |             |             |       |                 |                 |                 |  |
|  |               |               |             |             |       | Liechtenstein   | Liechtenstein   | 2               |  |
|  |               |               |             |             |       | Liechtenstein   | Liechtenstein   | 2               |  |
|  |               |               |             |             |       | Malta           | Malta           | 1               |  |